# Махновський Костянтин Михайлович
Костянти́н Миха́йлович Махно́вський (нар. 1 січня 1989, Городище) — український футболіст, воротар клубу «ВПК-Агро».

## Ігрова кар'єра
Вихованець футбольної школи київського «Динамо». Протягом 2004—2006 провів 14 матчів у складі юнацьких збірних України різних вікових категорій.
2007 року молодий голкіпер переїхав до Польщі, де грав за місцеві клуби «Пьотрковія», ЛКС (Лодзь) та «Легія». В останній команді провів три сезони, до складу якого приєднався 2008 року. Відіграв за команду з Варшави наступні три сезони своєї ігрової кар'єри. Був резервним голкіпером, провів за цей час лише шість ігор чемпіонату.
2011 року повернувся до Києва, приєднавшись до столичної «Оболоні». У другій частині сезону 2011/12 став основним голкіпером «пивоварів», провів у їх складі 9 матчів в національному чемпіонаті. Проте за підсумками сезону команда зайняла передостаннє місце і покинула Прем'єр-лігу.
Улітку 2012 року перейшов до «Севастополя», де спочатку був основним воротарем, зігравши у 9 стартових матчах чемпіонату. Проте після цього програв місце у воротах Ігорю Литовці і на поле виходив вкрай рідко. 2014 року покинув клуб на правах вільного агента і тривалий час був без команди і тренувався та підтримував форму з київським «Арсеналом».
Улітку 2015 року став гравцем азербайджанського «Рявана», який достроково залишив у січні 2016 року.
У квітні 2016 року став гравцем клубу «Суми», підписавши контракт до кінця сезону. 16 червня того ж року підписав угоду з «Десною».

## Досягнення
- Переможець Першої ліги України (1): 2012/13